# Амфревіль-ла-Кампань
Амфреві́ль-ла-Кампа́нь (фр. Amfreville-la-Campagne) — колишній муніципалітет у Франції, у регіоні Нормандія, департамент Ер. Населення — 907 осіб (2011).
Муніципалітет був розташований на відстані близько 115 км на захід від Парижа, 29 км на південний захід від Руана, 27 км на північний захід від Евре.

## Історія
До 2015 року муніципалітет перебував у складі регіону Верхня Нормандія. Від 1 січня 2016 року належав до нового об'єднаного регіону Нормандія.
1 січня 2016 року Амфревіль-ла-Кампань і Сент-Аман-де-От-Терр було об'єднано в новий муніципалітет Амфревіль-Сент-Аман.

## Демографія
Динаміка населення (INSEE ):
Розподіл населення за віком та статтю (2006):
| Стать | Всього | До 15 років | 15-24 | 25-44 | 45-64 | 65-85 | Понад 85 |
| --- | ------ | ----------- | ----- | ----- | ----- | ----- | -------- |
| Чоловіки | 476    | 92          | 40    | 132   | 144   | 60    | 8        |
| Жінки | 452    | 120         | 44    | 136   | 100   | 44    | 8        |
| \| Статево-вікова піраміда \| Статево-вікова піраміда \| Статево-вікова піраміда \| \| ----------------------- \| ----------------------- \| ----------------------- \| \| Чоловіки \| Вік \| Жінки \| \| 8 \| 85 + \| 8 \| \| 8 \| 80-84 \| 12 \| \| 12 \| 75-79 \| 4 \| \| 12 \| 70-74 \| 4 \| \| 28 \| 65-69 \| 24 \| \| 28 \| 60-64 \| 32 \| \| 36 \| 55-59 \| 36 \| \| 36 \| 50-54 \| 16 \| \| 44 \| 45-49 \| 16 \| \| 32 \| 40-44 \| 44 \| \| 36 \| 35-39 \| 44 \| \| 40 \| 30-34 \| 32 \| \| 24 \| 25-29 \| 16 \| \| 20 \| 20-24 \| 16 \| \| 20 \| 15-20 \| 28 \| \| 28 \| 10-14 \| 44 \| \| 40 \| 5-9 \| 24 \| \| 24 \| 0-4 \| 52 \| |        |             |       |       |       |       |          |
| Статево-вікова піраміда |        |             |       |       |       |       |          |
| Чоловіки | Вік    | Жінки       |       |       |       |       |          |
| 8 | 85 +   | 8           |       |       |       |       |          |
| 8 | 80-84  | 12          |       |       |       |       |          |
| 12 | 75-79  | 4           |       |       |       |       |          |
| 12 | 70-74  | 4           |       |       |       |       |          |
| 28 | 65-69  | 24          |       |       |       |       |          |
| 28 | 60-64  | 32          |       |       |       |       |          |
| 36 | 55-59  | 36          |       |       |       |       |          |
| 36 | 50-54  | 16          |       |       |       |       |          |
| 44 | 45-49  | 16          |       |       |       |       |          |
| 32 | 40-44  | 44          |       |       |       |       |          |
| 36 | 35-39  | 44          |       |       |       |       |          |
| 40 | 30-34  | 32          |       |       |       |       |          |
| 24 | 25-29  | 16          |       |       |       |       |          |
| 20 | 20-24  | 16          |       |       |       |       |          |
| 20 | 15-20  | 28          |       |       |       |       |          |
| 28 | 10-14  | 44          |       |       |       |       |          |
| 40 | 5-9    | 24          |       |       |       |       |          |
| 24 | 0-4    | 52          |       |       |       |       |          |

## Економіка
2010 року серед 570 осіб працездатного віку (15—64 років) 415 були активними, 155 — неактивними (показник активності 72,8%, у 1999 році було 71,1%). З 415 активних мешканців працювало 385 осіб (213 чоловіків та 172 жінки), безробітними було 30 (13 чоловіків та 17 жінок). Серед 155 неактивних 50 осіб було учнями чи студентами, 68 — пенсіонерами, 37 були неактивними з інших причин.

У 2010 році в муніципалітеті числилось 346 оподаткованих домогосподарств, у яких проживали 884,5 особи, медіана доходів виносила 19 087 євро на одного особоспоживача